# 温肯巴赫
温肯巴赫是德国莱茵兰-普法尔茨州的一个市镇。总面积5.13平方公里，总人口219人，其中男性112人，女性107人（2011年12月31日），人口密度43人/平方公里。